# تأثير الاستصعاب أو الاستسهال
تأثير الاستصعاب أو الاستسهال (بالإنجليزية: Easy-hard effect)‏ هو انحياز معرفي يتجلى بميل المرء إلى المبالغة في تقدير احتمال نجاحه في مهمة يُنظر إليها على أنها صعبة، وأيضًا ميله إلى الاستخفاف بقدرته على النجاح في إنجاز مهمة يُنظر إليها على أنها سهلة. يحدث تأثير الاستصعاب أو الاستسهال على سبيل المثال عندما يُبدي الأفراد درجة من ضعف الثقة عند الإجابة عن أسئلة سهلة نسبيًا، وعندما يُظهرون درجة من فرط الثقة عند الإجابة عن أسئلة صعبة نسبيًا. «تميل المهمات الصعبة إلى توليد ثقة مفرطة ولكن تكون التصورات أسوأ من المتوسط» وفقًا لدراسة أجرتها كاثرين إيه. بورسون، وريتشارد بّي. لاريك، وجاك بي. سول في عام 2005، «في حين تميل المهام السهلة إلى توليد ثقة ضعيفة وتأثيرات أفضل من المتوسط (التفوق على الأخرين)».
يقع تأثير الاستصعاب أو الاستسهال ضمن نطاق «نظرية المقارنة الاجتماعية»، التي أسسها ليون فستنغر عام 1954. قال ليون فستنغر إن الأفراد مدفوعون لتقييم آرائهم الشخصية وإمكانياتهم بدقة، وتفسر نظرية المقارنة الاجتماعية كيفية إجراء الأفراد لهذه التقييمات من خلال مقارنة أنفسهم بالآخرين.
أطلق فيريل ومكغوي على ذلك في عام 1980 تسمية «تأثير التمييز»، وأطلق عليه غريفين وتفيرسكي في عام 1992 «تأثير الصعوبة».

## الانتشار
توصلت دراسة أجريت عام 2009 إلى أن «جميع مطلقي الأحكام يُظهرون تأثير الاستصعاب أو الاستسهال في جميع المواقف الواقعية تقريبًا»، وأن وجود هذا التأثير «لا يمكن استخدامه للتمييز بين مطلقي الأحكام أو دعم نماذج محددة من نماذج إحداث الثقة».
يتجلى تأثير الاستصعاب أو الاستسهال بغض النظر عن اختلافات الشخصية. يوافق العديد من الباحثين على أنها «ظاهرة قوية ومنتشرة». أشارت دراسة أُجريت عام 1999 إلى أن الاختلاف بين البيانات في دراستين أُجريت إحداها في كندا من قبل العالمين بارانسكي وبستروسيك (1994) وأُجريت الأخرى في السويد من قبل العالمين أولسون ووينمان (1996) «قد تعكس اختلافات في الثقة بين الدول في التمييز الحسي».

## الأسباب
من بين التفسيرات المطروحة لتأثير الاستصعاب أو الاستسهال «الآليات المعرفية المنهجية، وانحياز المجرّب، والخطأ العشوائي، وخطأ القياس الإحصائي».
فسرت إحدى التجارب المجراة عام 1991 تأثير الاستصعاب أو الاستسهال على أنه نتاج «الاختيار غير الرسمي من قبل المجرّب لمواضيع التقويم، وهو اختيار يغير من مصداقية الإشارات التي يستخدمها المشاركون في اختيار الإجابات على المواضيع». قدم بارانسكي وبيتروسيك (1994) وغريفين وتفيرسكي (1992)، وسوانتاك وآخرون (1996) أيضًا تفسيرات سيكولوجية لهذه الظاهرة.